# Peter Shanel Agovaka

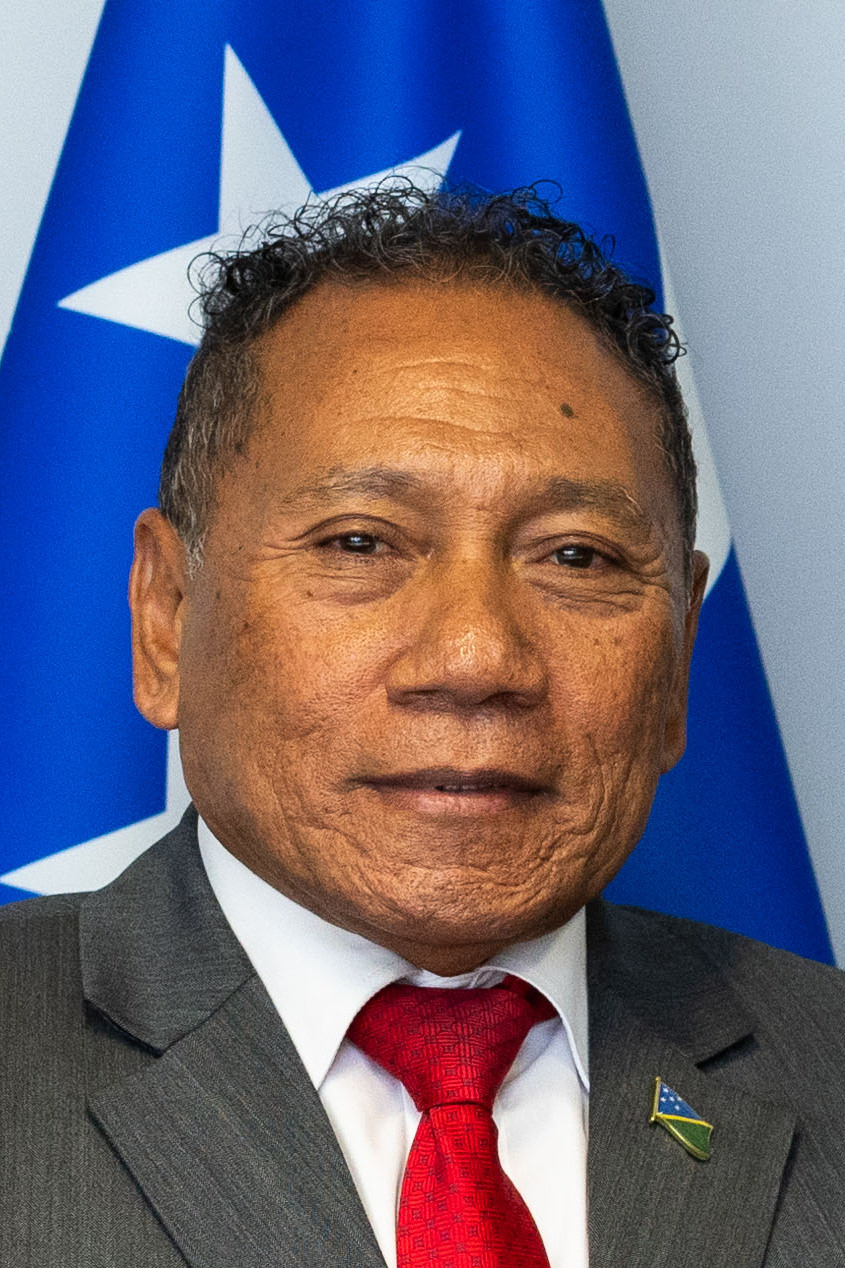
Peter Shanel Agovaka

Peter Shanel Agovaka (* 1. November 1959 in Kavoa, Central Guadalcanal, Provinz Guadalcanal) ist ein salomonischer Politiker der Kadere Party, der unter anderem zwischen 2010 und 2012 Außenminister war.

## Leben
Peter Shanel Agovaka absolvierte ein Studium der Elektrotechnik am Telecom College, an der University of Technology (UniTech) in Papua-Neuguinea sowie am North Sydney Institute of Engineering, das er mit einem Diplom abschloss. Danach war er beim Bergwerkunternehmen Gold Ridge Mining Limited beschäftigt. Bei den Wahlen vom 5. April 2006 wurde Agovaka als Parteiloser erstmals zum Mitglied des Nationalparlaments gewählt und gehört diesem als Vertreter des Wahlkreises Central Guadalcanal seither an, wobei er bei den Wahlen vom 4. August 2010 als Kandidat der Ownership, Unity and Responsibility Party und 19. November 2014 abermals als Parteiloser in diesem Wahlkreis jeweils wieder gewählt wurde. Zu Beginn seiner politischen Laufbahn war er vom 20. April bis zum 4. Mai 2006 Minister für Provinzregierungen und Wahlkreisentwicklung (Minister for provincial government and constituency development) im Kabinett von  Premierminister Snyder Rini. Im darauf folgenden zweiten Kabinett von Premierminister Manasseh Sogavare fungierte er zwischen dem 4. Mai 2006 und dem 20. Dezember 2007 als Minister für Handel, Industrie und Beschäftigung (Minister for commerce, industries, and employment). Danach war er von Januar bis zum 25. September 2008 Führer der parteilosen Mitglieder des Nationalparlaments.
Bei den Parlamentswahlen am 4. August 2010 gewann die Democratic Party elf der 50 Sitze, kleinere Parteien zehn Sitze sowie Parteilose 28 Sitze. Daraufhin wählte das Nationalparlament am 25. August 2010 Danny Philip mit 26 Stimmen zum neuen Premierminister der Salomonen, während sein Gegenkandidat Steve Abana 23 Stimmen erhielt. Am 27. August 2010 wurde Peter Shanel Agovaka als neuer Minister für Auswärtige Angelegenheiten und Außenhandel (Minister of Foreign Affairs & External Trade) sowie Manasseh Maelanga als Innenminister vereidigt. Am 30. August 2010 wurden Gordon Darcy Lilo als Finanzminister und das übrige Kabinett vereidigt. Am 10. November 2011 wurde Finanzminister Gordon Darcy Lilo von Premierminister Philip entlassen. Am 11. November 2011 trat Premierminister Philip zurück, woraufhin Lilo am 16. November 2011 selbst zum Premierminister gewählt wurde. Bei der Wahl durch das Nationalparlament konnte sich Lilo mit 29 gegen 20 Stimmen für Milner Tozaka durchsetzen. Am 21. November 2011 berief Lilo Rick Houenipwela zum neuen Minister für Finanzen und Schatz. Am 22. November 2011 stellte Lilo sein weiteres Kabinett vor, in dem Peter Shanel Agovaka als Außenminister und Außenhandelsminister sowie Manasseh Maelanga als Innenminister bestätigt wurden. Am 9. Februar 2012 wurde er von Premierminister Lilo entlassen, woraufhin Clay Forau Soalaoi am 28. Februar 2012 als neuer Minister für Auswärtige Angelegenheiten und Außenhandel vereidigt wurde.
Daraufhin war er vom 23. März 2012 bis zum 8. Februar 2014 Vorsitzender des Parlamentsausschusses für Bildung und Ausbildung menschlicher Ressourcen (Education and Human Resources Training Committee) sowie zugleich Mitglied des Parliamentary House Committee, dem die Vorsitzenden der Parlamentsausschüsse angehörten. Darüber hinaus war er vom 12. September 2012 bis zum 8. September 2014 auch Mitglied des Rechnungsprüfungsausschusses (Public Accounts Committee). Am 9. Dezember 2014 wählte das Nationalparlament Manasseh Sogavare zum dritten Mal zum neuen Premierminister, der sich mit 31 gegen 19 Stimmen für Jeremiah Manele durchsetzen konnte. Am 15. Dezember 2014 wurde Milner Tozaka als Außenminister sowie Douglas Ete als Innenminister vereidigt. Am 23. Dezember 2014 wurden Snyder Rini als Finanzminister, Peter Shanel Agovaka als Minister für Polizei, Nationale Sicherheit und Strafvollzugsdienst (Minister of Police, National Security and Correctional Service) sowie das übrige Kabinett vereidigt wurden. Im Zuge einer Umbildung des Kabinetts Sogavare übernahm er am 23. Dezember 2015 das Amt als Minister für Kommunikation und Zivilluftfahrt (Minister of Communication & Aviation) und hatte dieses bis zum 6. Dezember 2017 inne. Das Amt als Minister für Kommunikation und Zivilluftfahrt bekleidet er seit dem 16. November 2017 auch im Kabinett von Premierminister Rick „Hou“ Houenipwela.